# Будинок Андрія Кушакевича
Будинок Аандрія Кушакевича та міський комерційний банк — пам'ятка архітектури та історії місцевого значення в Ніжині. Нині тут розміщується школа № 7.

## Історія
Рішенням виконкому Чернігівської обласної ради народних депутатів трудящих від 17.11.1980 № 551 надано статус «пам'ятник історії місцевого значення» з охоронним № 83 під назвою «Місце революційних виступів ніжинців у 1905 році та почесний знак на честь Героя Радянського Союзу І. І. Гетьмана»
Рішенням Чернігівської обласної державної адміністрації від 28.12.1998 № 856 пам'ятному знаку у дворі школі надано статус «пам'ятника історії місцевого значення» з охоронним № 6961 під назвою «Пам'ятний знак на честь вчителів та випускників школи, загиблих у роки Великої Вітчизняної війни радянського народу 1941—1945 рр.».
Спочатку було внесено до «списку нововиявлених пам'яток архітектури» під назвою «Будинок жіночої гімназії П. І. Кушакевич, Міський комерційний банк».
Наказом Міністерства культури і туризму від 21.12.2012 № 1566 надано статус «Пам'ятник архітектури місцевого значення» з охоронним № 10017-Чр під назвою «Будинок А. Кушакевича та міський комерційний банк».

## Опис
У 1878 році Павлом Кушакевичем була заснована «Ніжинська жіноча гімназія П. І. Кушакевич», як прогімназія, на кошти ніжинського фабриканта А. Кушакевичем на згадку про свою дружину П. Кушакевич. У 1884 році перетворена на гімназію і розташовувалася у власному будинку А. Кушакевича. Крім того, до смерті, А. Кушакевич придбав ще один будинок, що стоїть поруч. 1900 року був надбудований другий поверх над двома будинками Кушакевича. Заклкд утримувалася рахунок державних асигнувань і плати за навчання, пожертвувань та міських коштів. Гімназія мала 9 класів: 7 основних, підготовчий та педагогічний. У ньому навчалося 421 учениця. Вивчалися як основні предмети рукоділля та співи, а також — іноземні мови. З 1894 року спів викладав Федір Проценко. Випускницями гімназії були Марія Москаленко — мама українського вченого Сергія Корольова (в період 1908—1914 рр. він мешкав на вулиці Кушакевича, де встановлено пам'ятний знак), Марія Березюк — заслужена учителька УРСР, розстріляна нацитвами, Євгенія Спаська — українська етнографиня. У 1920 році гімназія була перетворена на єдину трудову школу № 1. У період 1943—1954 роки у будинку школи розміщувався госпіталь.
У 1922 році було створено «Ніжинський транспортний технікум» на базі соціально-економічного технікуму для підготовки фахівців з експлуатації залізничного транспорту. Він не мав власного приміщення, тому заняття проходили у вечірній час у будинку колишньої гімназії. В 1923 році він припинив своє існування.
У період 08.06.1873 — 22.01.1919 роки діяв «Ніжинський міський громадський банк» (за іншими даними комерційний або кредитний) у власному будинку (у частині сучасного будинку), побудованому наприкінці ХІХ століття. Здійснював прийом грошових внесків та векселів, купував та продавав процентні папери, видавав позики. Був націоналізований на підставі декрету Тимчасового робітничо-селянського уряду України.
Під час Німецько-радянської війни у вересні 1943 року будівлі були сильно пошкоджені. У повоєнні роки будинок банку було частково перебудовано, західніше (між колишніми банком і гімназією) був прибудований будинок, що з'єднав три будівлі в єдиний комплекс. Будівля складається з трьох історичних складових: гімназії — Г-подібний у плані, банку — прямокутний (близький до квадрата) у плані, перехід — прямокутний у плані. Кам'яний, двоповерховий, Г-подібний у плані. Фасад західної частини будинку акцентований 6-колонним плоским (6 напівколон) портиком, прикрашений ліпним декором, орнаментальною цегляною кладкою, розчленований міжповерховим (тягою) і завершується карнизом, що вінчає. Фасад східної частини розчленовують пілястри, між якими арочні віконні отвори першого поверху оздоблені декором. Фасад центральної частини та частково західної частини облицьований плиткою. Західний (частково) та східний фасади оштукатурені та побілені, торці будинку не оштукатурені.
З 1954 року в об'єднаній будівлі розмістилася школа № 7.
У 1977 році на фасаді будинку встановлені дві меморіальні дошки «На цій вулиці 19 березня і 18 жовтня 1905 відбулися політичні демонстрації трудящих міста Ніжина на підтримку першої російської революції» і «У цій школі в 1922—1930 рр. навчався Герой Радянського Союзу, учасник легендарного дрейфу корабля „Георгій Сєдов“ Гетьман Іван Іванович».
У 1985 році у дворі школи було встановлено «Пам'ятний знак на честь вчителів та випускників школи, які загинули в роки Великої Вітчизняної війни радянського народу 1941—1945 рр.». Представляє собою гранітну стелу (заввишки 1,7 м, шириною 0,82 м), до якої прикріплена меморіальна дошка (0,7X0,45 м) з пам'ятним написом. Схожий пам'ятний знак є біля школи № 3 (вулиця Станіслава Прощенка, 6А).
На фасаді будинку встановлено меморіальну дошку «У цьому будинку в Ніжинській жіночій гімназії П. І. Кушакевич навчалася Спаська Євгенія Юріївна (1892—1980), видатна українська етнографка мистецтвознавиця, музеєзнавиця». На фасаді будинку встановлено меморіальну дошку Герою Радянського Союзу Абраму Тарнопольському — на будинку школи, де навчався (1921—1928). На фасаді будинку встановлено меморіальну дошку учаснику Антитерористичної операції на сході України України Денису  Яковенку — на будинку школи, де навчався.

## Галерея

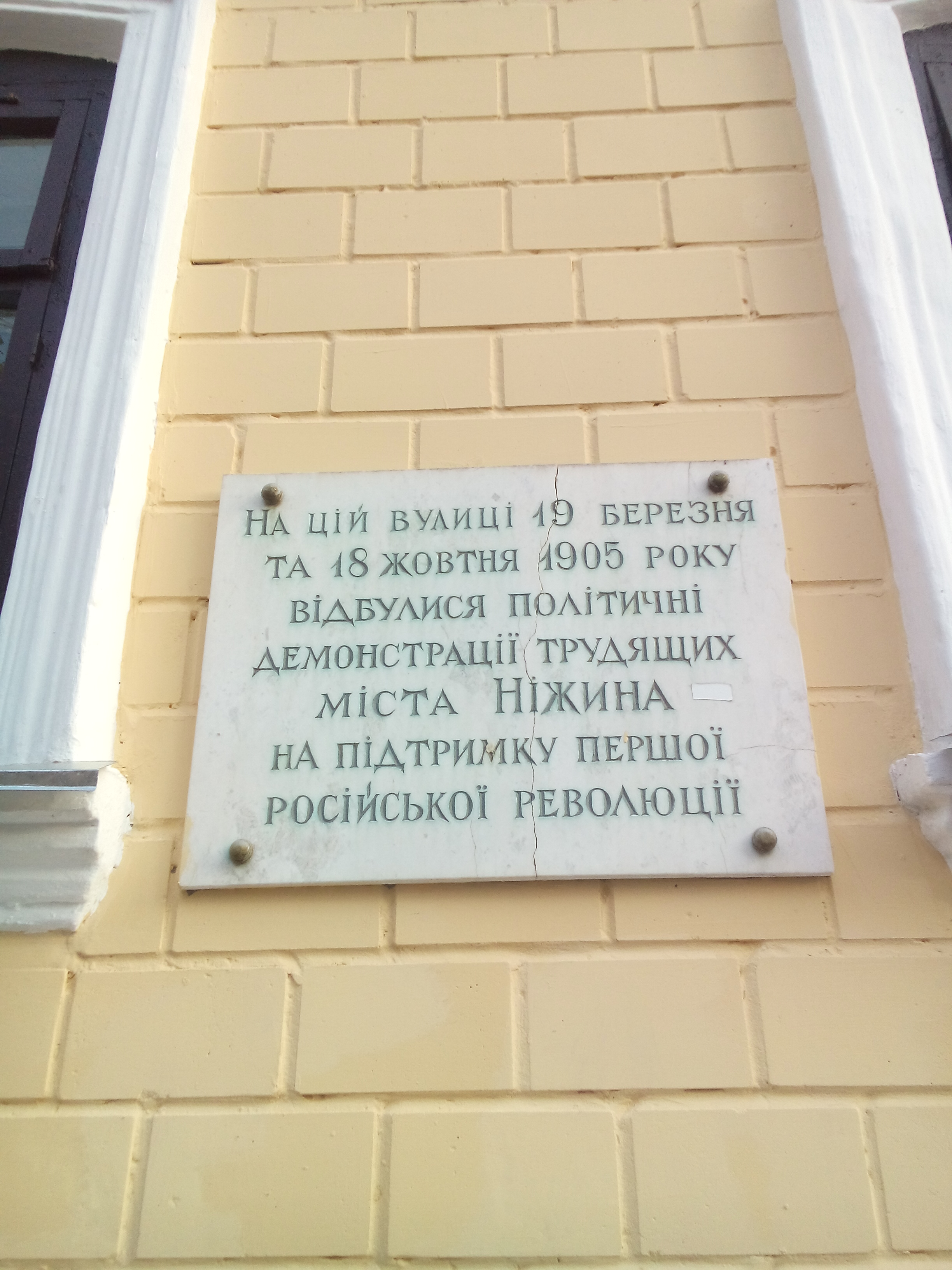
Подіям 1905 року
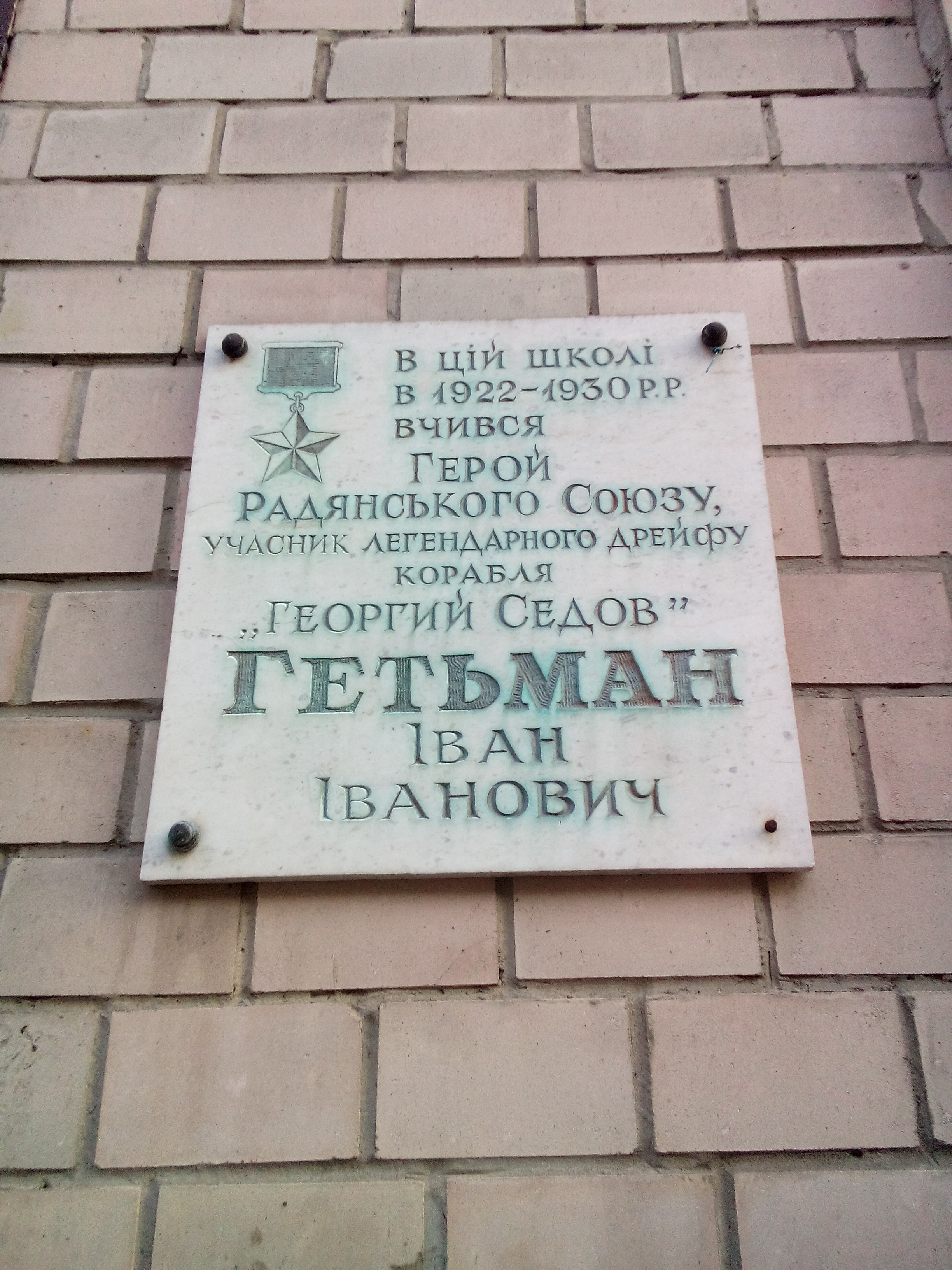
Івану Гетьману
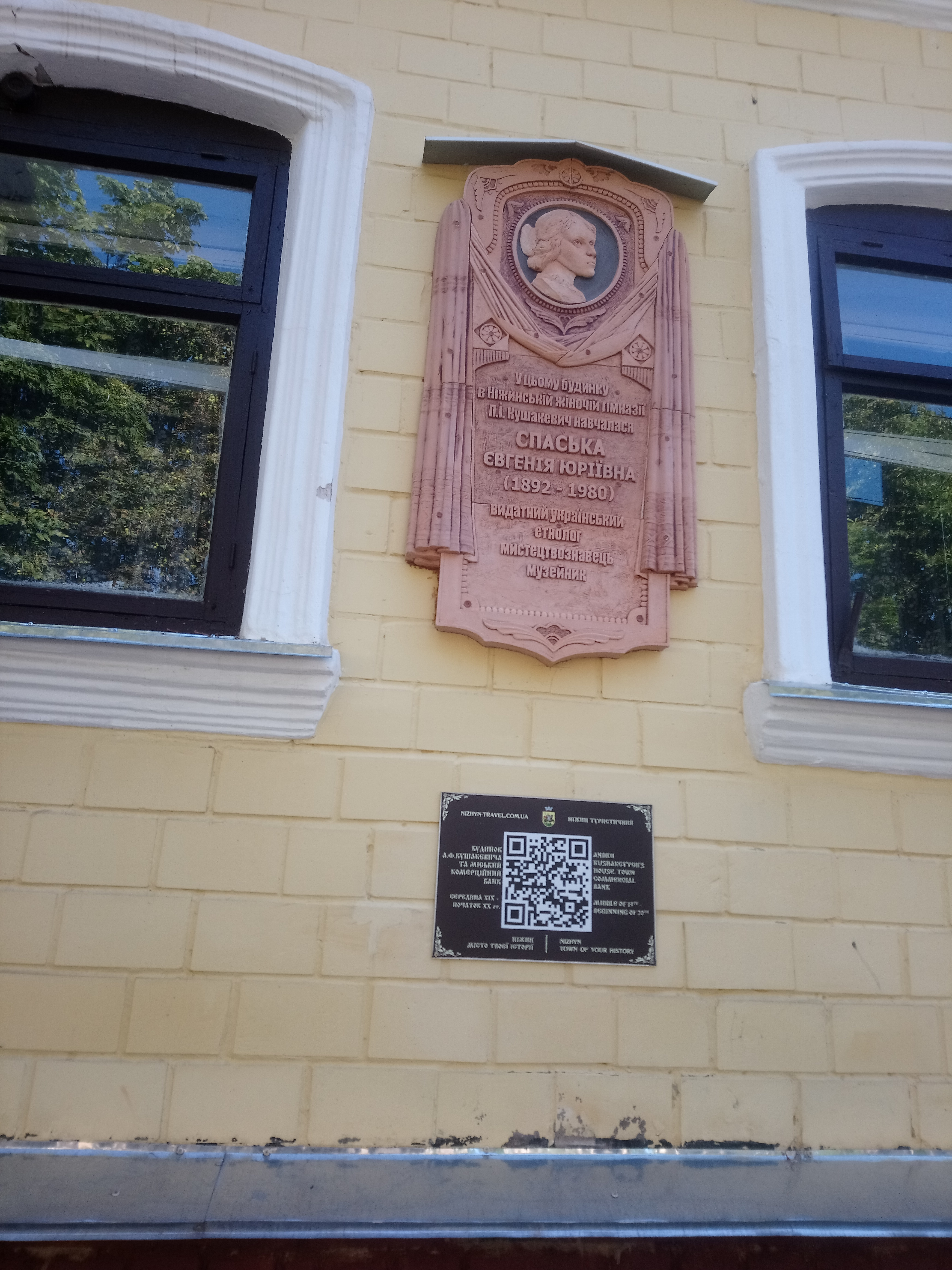
Євгенії Спаській
Денису Яковенку